# Iglesia de Santa María de Jerusalén (Trški Vrh)
La iglesia de Santa María de Jerusalén es un templo católico que está situado en una elevación a Trška Vrh, una pequeña población a 1 km de Krapina en la región de Zagorje de Croacia.

## Historia
Construida entre los años 1750 y 1761 por el arquitecto local Josip Javornik gracias a las donaciones de los campesinos y mercaderes de la ciudad libre de Krapina, es una de las muchas iglesias barrocas de peregrinaje del norte de Croacia. La iglesia se construía para albergar la imagen de la Virgen portada de Jerusalén que había creado mucha devoción entre los habitantes de la zona.
La iglesia está rodeada por un muro octogonal porticado con torres pequeñas en cada ángulo, destinado a capillas. El interior del muro con arcadas contiene pinturas realizadas por Sirnik alrededor de 1898. Cerca del muro está la capilla dedicada a la Resurrección de Cristo representando el final de las catorce estaciones del camino de la Cruz. Todos los años, durante el verano, hay concentraciones religiosas.
El recinto flanqueado por torres evoca, desde el exterior, una verdadera fortificación. En el interior, la galería abierta con arco tenía además otra función: los peregrinos se refugiaban y los comerciantes les vendían objetos religiosos. Esta estructura es típica de las iglesias de peregrinación de esta zona.

## Interior
El interior es extremadamente exuberante. Con pinturas murales decorativas de estilo rococó con escenas del Antiguo y Nuevo testamento y de la vida de María. Fueron pintadas por Anton Lerchinger.
El altar principal es obra de Filipo Jacob Straub de Graz (1759). El altar con los catorce discípulos es un trabajo de Anton Mersi de Rogatec (1759), que también realizó el púlpito, el altar de la Cruz Sagrada y el altar de San Juan Nepomuk (1760). El trono de Nuestra Señora fue realizado por J. J. Mersi (1756), y el altar de los Apóstoles es probablemente de I. J. Straub (alrededor de 1771). Las campanas fueron fabricadas por M. Feltl de Graz (1764). Una de las capillas en la pared de los muros comprende la estatua de piedra que representa la Virgen con el Niño, creado bajo la influencia de Parlers de Praga (alrededor de 1410-1420).